# ليوبولد مولر
ليوبولد كارل مولر (بالألمانية: Leopold Carl Müller)‏ (9 ديسمبر 1834 - 4 أغسطس 1892)، رسام نمساوي لأبوين من النمسا، كان تلميذاً من تلامذة الرسام كارل فون بلاس في أكاديمية فيينا. اجُبر على إعالة عائلته بعد وفاة والده، وكان يعمل ثماني سنوات كرسام للفيجارو فيينا . واصل دراسته بعد ذلك، ثم زار إيطاليا وأيضاً كان يزور مصر مراراً. أصبح اسمه معروفاً بشكل إيجابي من خلال سلسلة من مشاهد رسوماته من الحياة الشعبية في إيطاليا والمجر ومصر.

## معرض صور

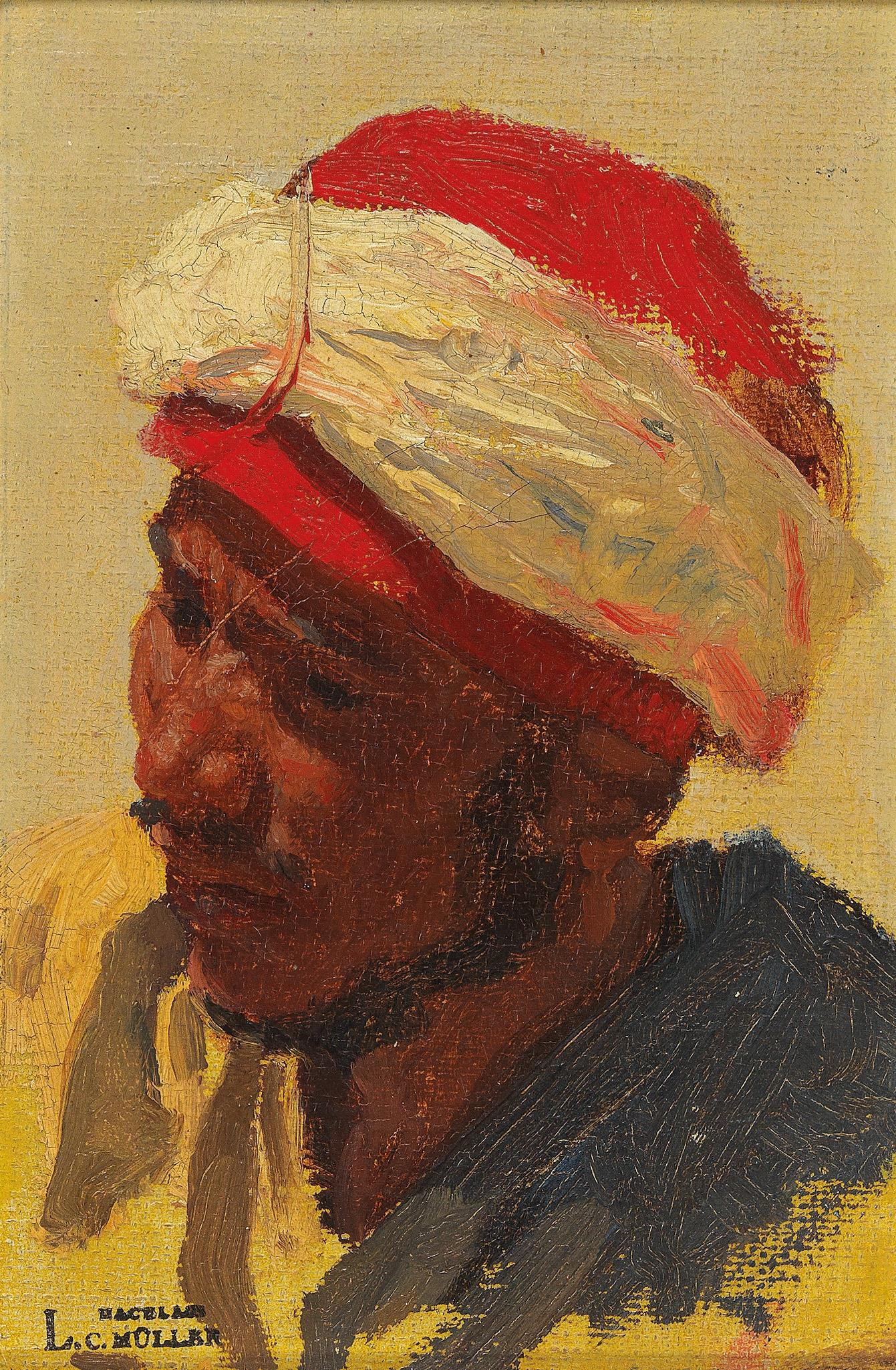
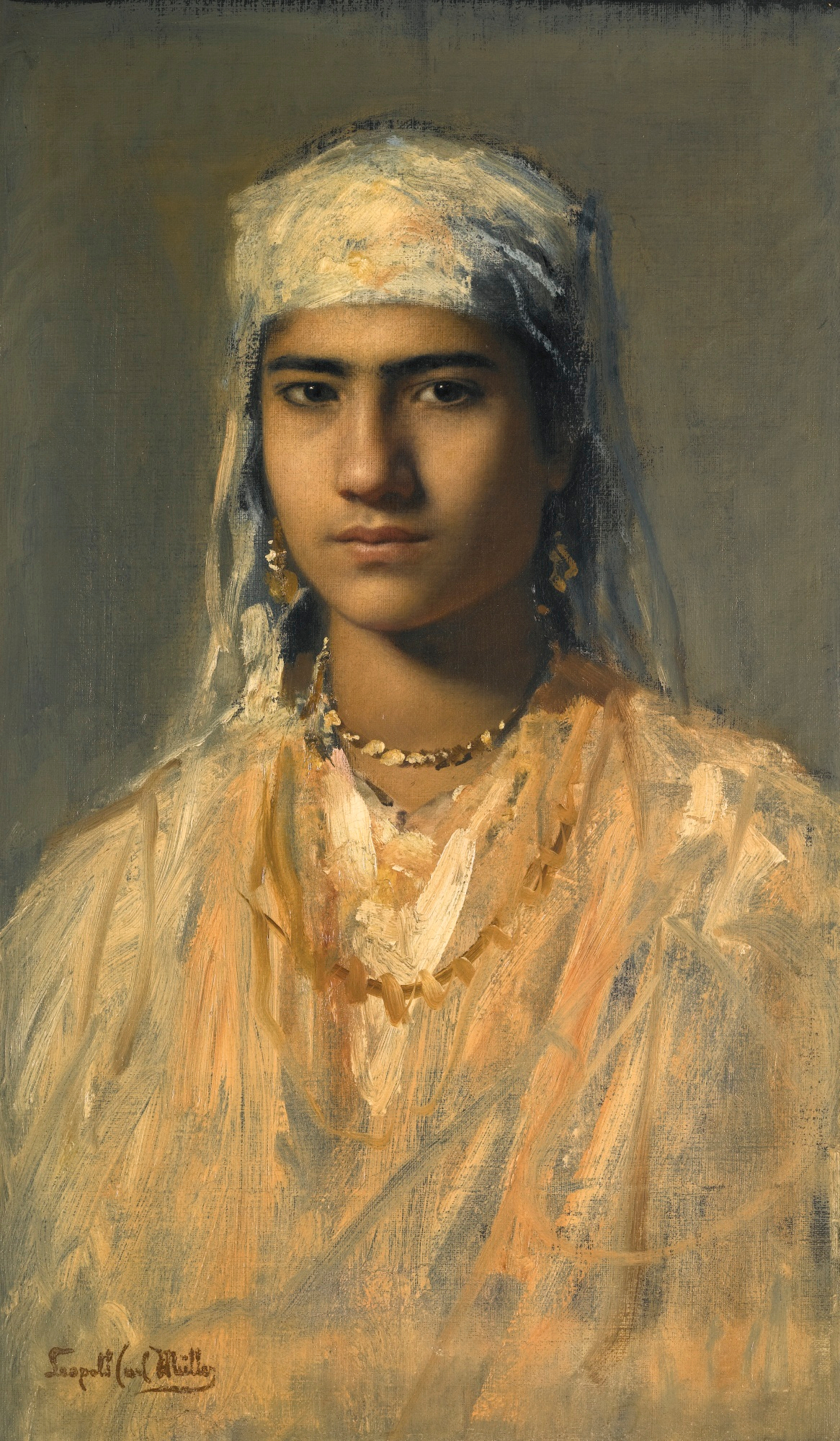
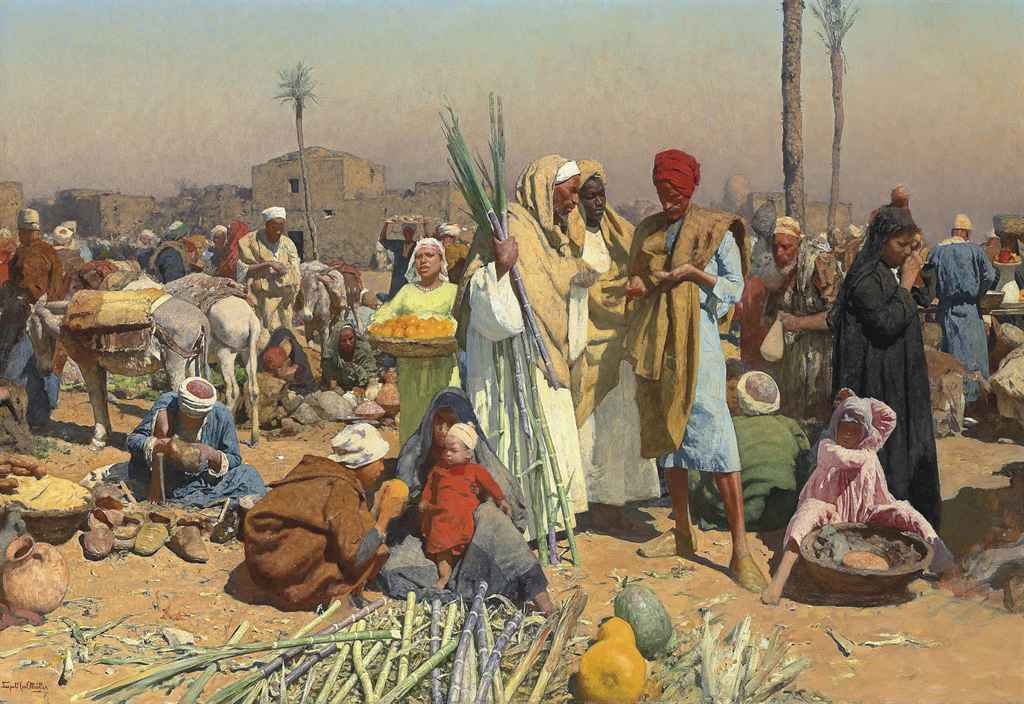
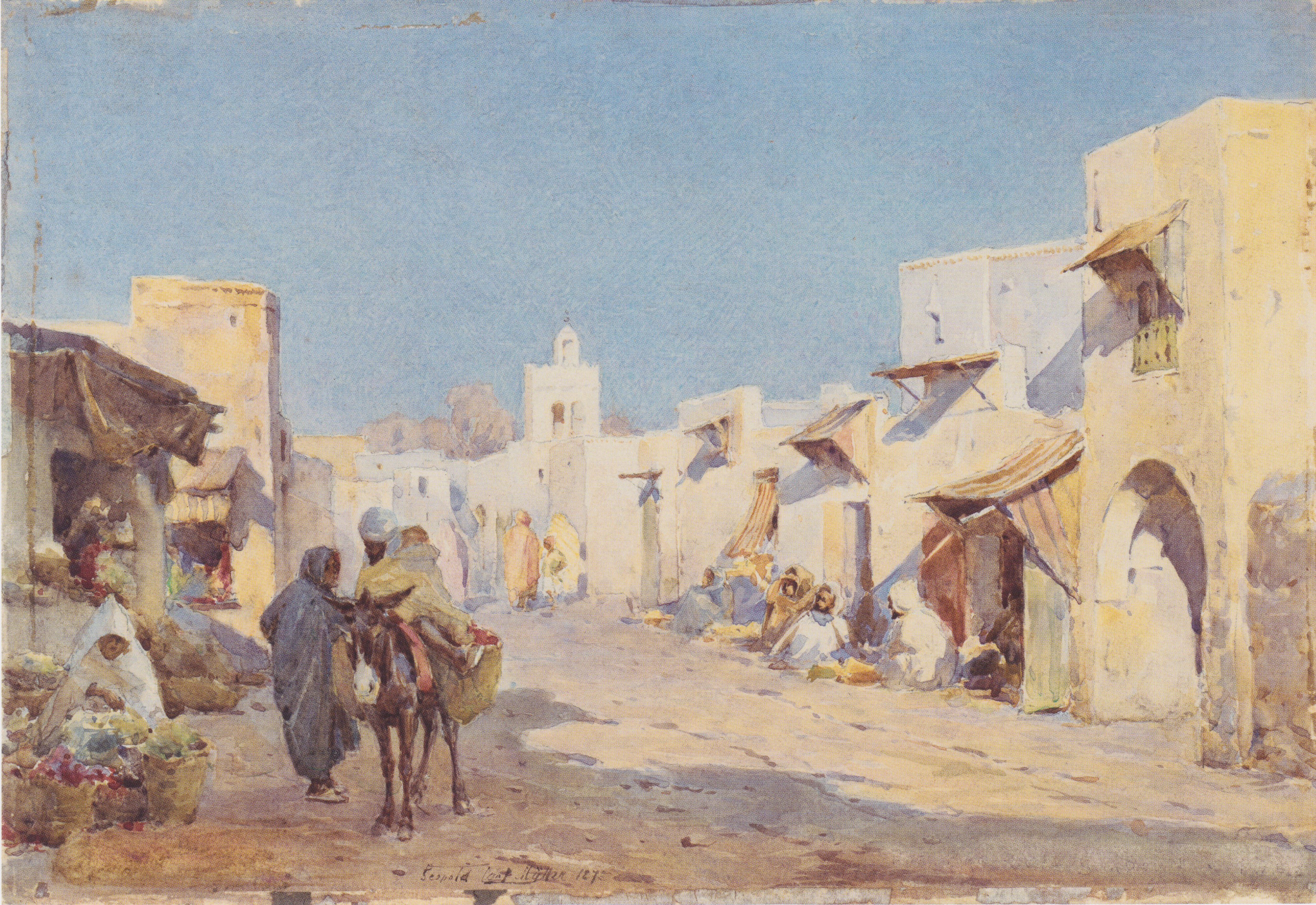
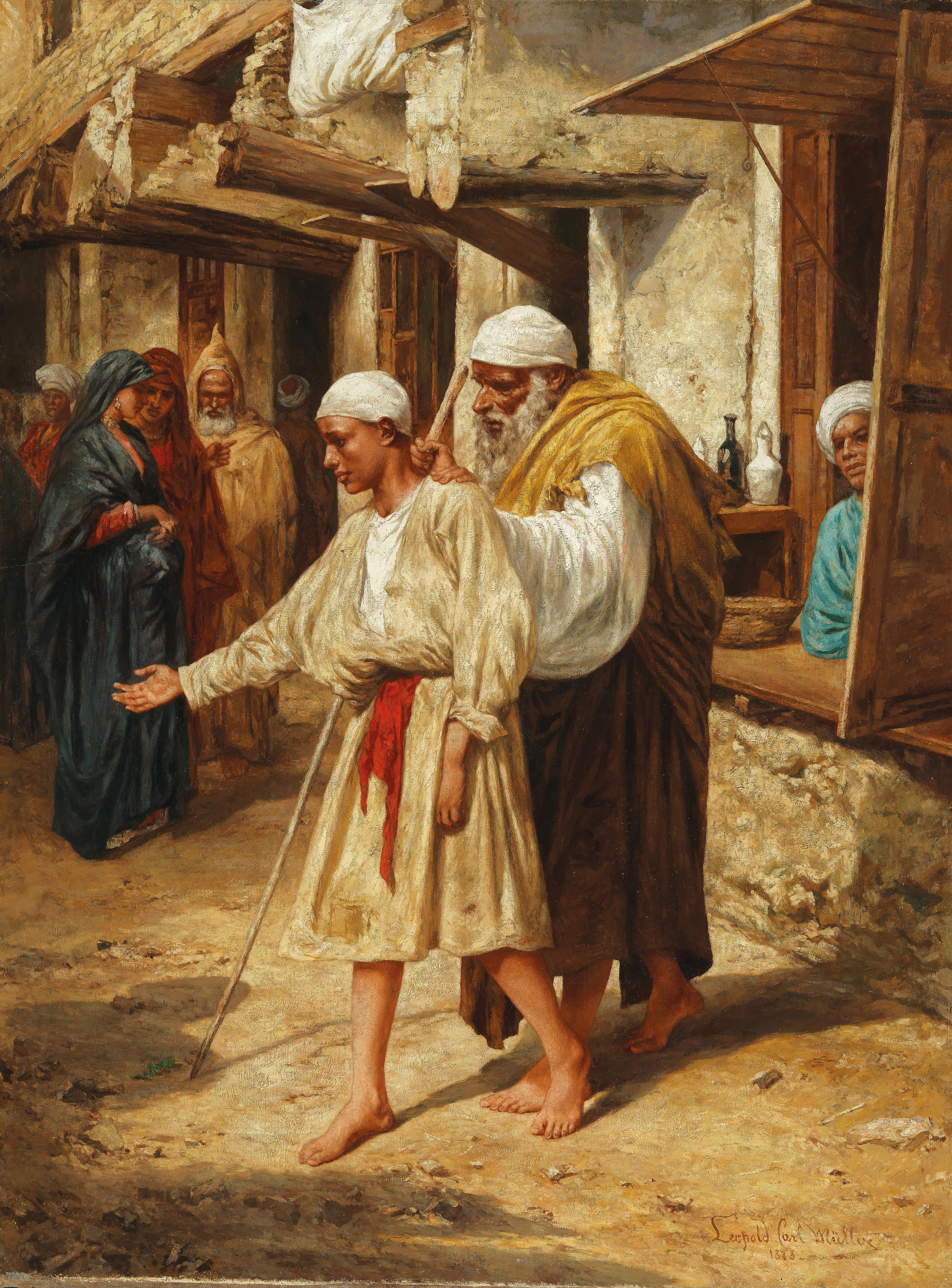
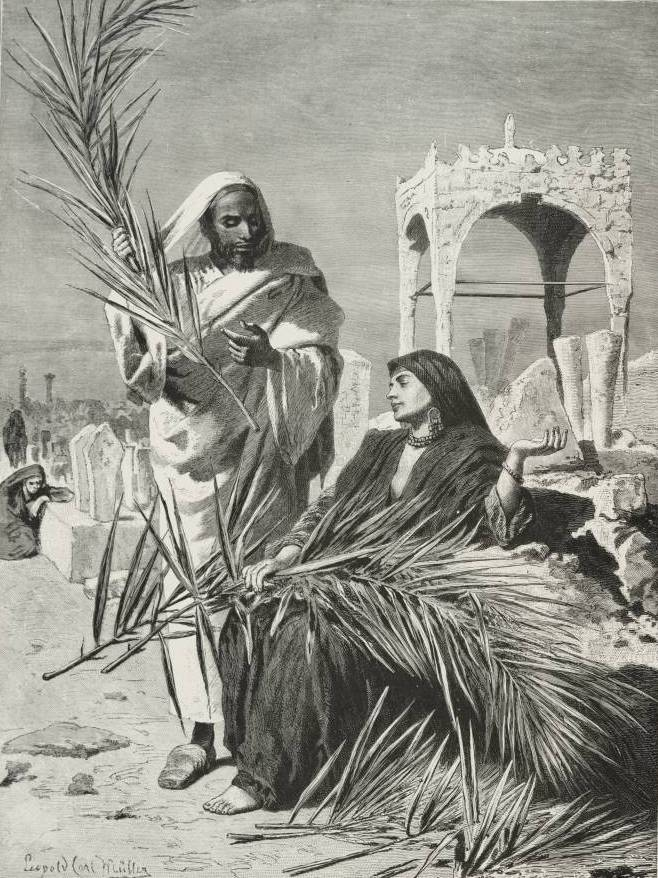